# Rozepře o Vánoce
Rozepře o Vánoce jsou někdy součástí střetu kultur a ideologií nebo jejich různých směrů.
S ohledem na populární charakter Vánoc je významným symbolem západní euroatlantické kultury, křesťanství nebo katolické církve. Rozepře se týkají nejen slavení či neslavení svátku, ale také jednotlivých používaných symbolů. Další částí rozepří je duchovní či neduchovní náplň svátků, ale i samotné pojmenování nebo přejmenování svátků.

## Podstata
Stejně jako jsou osoby, pro které jsou Vánoce oblíbenými svátky, svátky duchovní obnovy či čas strávený v pohodě rodinného kruhu, či v očekávání dárků pod stromečkem, jsou další osoby, pro které Vánoce znamenají emoční i fyzickou zátěž. Velké úklidy, organizace společně stráveného času, velké nákupy, každoroční zklamání z dárků, pravidelné rodinné hádky a podobně mohou ovlivnit oblibu svátků nebo snahu jejich slavení omezit.
Dříve katolickou církví zakazované vánoční symboly, jako např. vánoční stromek nebo adventní věnec, se postupem doby staly symboly Vánoc katolické církve. Naopak vnucování některých symbolů Vánoc nebo Vánoc obecně může vést k odporu a snaze dané projevy potlačit. Pro někoho jsou Vánoce svátky komerce, pro jiného šancí přinést příběh Ježíše Krista do každé rodiny a ukázat i nevěřícím cestu do kostela a smysl víry. Obě dvě verze slavení svátku mohou mít odpůrce i zastánce. Stejně tak je možné vidět rozpory jak mezi katolickou a pravoslavnou církví, tak i v samotné křesťanské komunitě při chápání a způsobu slavení Vánoc.
Vánoce mnoho Evropanů vnímá jako základ kultury, často jako oblíbený svátek, který Evropany provází od dětství. Změny a ohrožení tradice tak obyvatelé Evropy vnímají velmi osobně. Rozpory nebo uměle vyvolaná panika ohledně Vánoc, která takto ostře rozdělí společnost, může být šancí k zviditelnění osob nebo skupin osob toužících po pozornosti médií, podobně jako je tomu u obecně citlivých témat, jako např. komunismus (pravicové strany), vymítání ďábla a upalování (křesťanské církve), přistěhovalectví (ultrapravicové skupiny), nahota nebo móda, a dalších.

## Anglie, Skotsko, USA: Zákaz Vánoc puritány
Vánoce byly během času předmětem diskusí a útoků z různých zdrojů. Zákaz slavení Vánoc puritány byl veden snahou odstranit zbývající pohanské prvky Vánoc. Během této krátké doby puritány vedený anglický parlament zakázal oslavu Vánoc úplně jakožto „papežského svátku bez biblického zdůvodnění“, a jako čas zbytečného a nemorálního chování. V koloniální Americe puritáni zakázali oslavy Vánoc v roce 1659. Zákaz Vánoc v Anglii vyvolal nepokoje.

## Velká Británie, USA: Zákaz vánočních dekorací
Radní města Oxford na počátku 21. století přijali rozhodnutí přejmenovat Vánoce na „Winter Light Festival“ (Svátek zimních světel). Nápad byl inspirován agenturou pro rozvoj kraje, jako název pro souhrn světských a církevních oslav. Nešlo ale o přejmenování svátků, pouze o název festivalu. Přesto taková úprava názvu zvedla vlnu nevole, protože obyvatelé, bez rozdílu vyznání, se těšili na Vánoce.
V Jižní Karolíně zakázala státní nemocnice umístit betlém ve svých prostorách. V roce 2011 Kongres USA plánoval přijmout nezávazné usnesení, které silně odsuzuje pokusy o zákazy týkající se Vánoc s tím, že podporuje používání symbolů Vánoc. Kongres řešil stížnosti na prodejce, kteří používali slova „svátky“ místo slova „Vánoce“, dávali sváteční slevy místo vánočních slev.
Někteří křesťané a organizace, jako Pat Robertson's American Center for Law and Justice (česky Americké centrum pro právo a spravedlnost Pata Robertsona), projednávají údajné útoky na Vánoce (Válka o Vánoce). Jedním z diskutovaných problémů je přejmenování vánočních stromků na sváteční stromky. Ve Spojených státech byla tendence, v některých kontextech, nahradit pozdrav „Merry Christmas“ (česky Veselé Vánoce) pozdravem „Happy Holidays“ (Šťastné svátky).
Naopak skupiny jako American Civil Liberties Union (Americký odbor občanských svobod) zahájily soudní pře, se záměrem zákazat zobrazení obrázků a jiného materiálu odkazující na Vánoce z veřejných rozpočtů, včetně škol.
V Anchorage na Aljašce byl plánován protest na radnici se zpěvem koled na obranu vánočních zvyků s tím, že věřili, že mají být přejmenovány „Merry Christmass“ na „Happy Holidays“.[zdroj?]
V kalifornském okrese Sonoma byl vydán zákaz vystavování ozdobných hvězd a andělů v prostorách vládních budov. Ozdoby ve tvaru hvězd a andělů na vánočních stromech prý zdůrazňují vládní podporu křesťanství. Některé skupiny obyvatel[kdo?] tvrdí, že státem financovaná propagace vánočních symbolů a tradic porušuje první dodatek k Ústavě Spojených států amerických, který zakazuje založení (jakéhokoliv) národního náboženství. V roce 1984 americký Nejvyšší soud rozhodl v případu Lynch vs. Donnelly, že předváděné vánoční dekorace (které zahrnovaly betlém), ve vlastnictví a veřejně představené městem Pawtucket na Rhode Islandu, první dodatek Ústavy neporušily.
V roce 2011 vedl pastor v Texasu shromáždění několika tisíc křesťanů, které vymáhalo právo na vystavění betléma a zároveň prosazovalo zákaz plakátu slavícího slunovrat. „Našli jsme příležitost povstat a zabývat se otázkou,… stále intenzivnějšího pronásledování křesťanství v Americe.“ řekl. Členové organizace prosazující svobodu náboženství chtěli totiž odstranit betlém ze státního pozemku nebo vyvěsit reklamu slavící slunovrat tak, aby nebylo státem propagováno jediné náboženství. „Nikdo nemluví o zákazu betlémů na církevním pozemku a v soukromých domech.“ řekl mluvčí organizace.
Některé bulvární nebo málo spolehlivé zdroje či blogy, někdy ve spojitosti s protiislamistickými, protievropskými, nebo protižidovskými názory, informovaly o pokusech zakázat oslavy Vánoc, nebo je z veřejných oslav změnit na soukromé, kvůli náboženskému kontextu.

## Švýcarsko: Pečení psů a koček v období Vánoc
Aktivisté bojující za práva zvířat jsou přesvědčeni, že až tři procenta populace ve Švýcarsku na Vánoce pojídá svá domácí zvířata, protože pojídání koček či psů je na Vánoce v některých oblastech Švýcarska tradicí. Je zde vánočním zvykem, podobným způsobem jako králíka, upéct na Vánoce kočku nebo psa. Asi 16 000 osob podepsalo v roce 2014 petici protestující proti tomuto zacházení s domácími zvířaty. Petice byla předána švýcarskému parlamentu.

## USA, Švýcarsko: Zákaz zpěvu koled
V listopadu 2009 vzbudila v USA pozornost informace, že Federální odvolací soud ve Filadelfii podpořil zákaz zpěvu vánočních koled ve školách. O rok později Nejvyšší soud USA tento rozsudek formálně potvrdil, když se odmítl zabývat odvoláním. Školy v South Orange-Maplewood v New Jersey zakázaly používání náboženských písní ve školních představeních již v 90. letech 20. století. V roce 2004 byl zákaz rozšířen i na vokální a instrumentální výkony, včetně melodií oblíbených koled, dokonce i beze slov.
O změnu zákazu se pokouší organizace Defending Freedom (Obrana svobody), právní firma specializující se na náboženské svobody. Ta prokázala, že zpívání náboženských koled na školách není v rozporu s prvním dodatkem Ústavy Spojených států amerických, a je tedy vhodné, aby zákaz byl zrušen.
V roce 2009 se v některých švýcarských médiích objevila zpráva, že jsou v Curychu s ohledem na muslimské děti zakázány ve veřejných školách koledy, ve kterých se vyskytuje Ježíš nebo které mají nějaký náboženský obsah. Povolena měla být píseň „O Tannenbaum“. Zpráva byla odsouzena jako provokace s tím, že náboženské písně jsou, v případě, že slouží k nějakému druhu výuky, povoleny. Pouze by nikdo neměl být nucen k projevům, jež jsou vlastní nějakému náboženství.

## Česko: Prodej vánočních psů

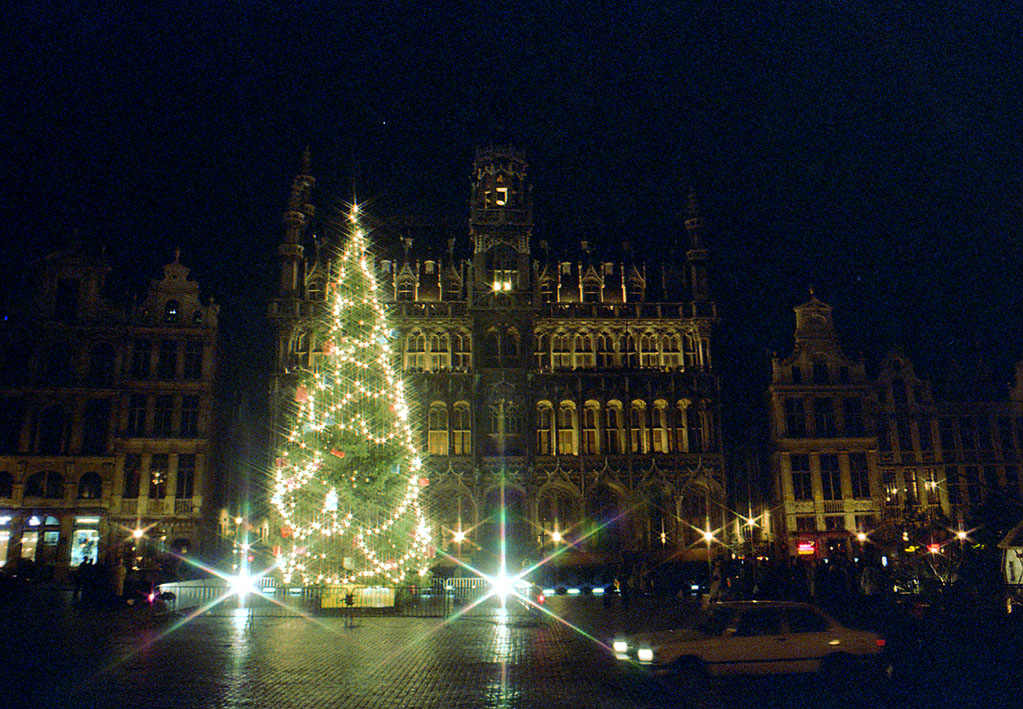
Brusel, Grand Place s vánočním stromkem v roce 1979.

Iniciativa vegetariánů a veganů „Vánoce bez násilí“ pořádá v Česku každoročně akce směřované proti chování kaprů (jakožto i jiných zvířat) pro vánoční večeři. Například 20. 12. 2010 nabízel před pražským Obecním domem muž v zakrvácené kostkované řeznické zástěře ochutnávku a koupi psího masa. Podobně jako u stánků s kapry byl u stánku ceník za zabití psa a vyvrhnutí. Aktivista Marek Voršilka k akci uvedl: „Považujeme za absurdní, že svátky klidu, míru a lásky slavíme tak, že miliónům živých bytostí způsobujeme každoročně utrpení a smrt. Je to něco tak absurdního, že by to mělo vést k zamyšlení nad naším vztahem ke zvířatům.“ 

## Česko: Zachraňte Ježíška
Projekt „Zachraňte Ježíška“ vznikl jako akce na podporu tradičních českých Vánoc a jejich zvyků. Smysl projektu se zrodil jako reakce na využívání „nečeských“ vánočních symbolů v kampaních, které jsou cílené především na děti. K projektu byly vytvořeny speciální internetové stránky, které měly před Vánocemi za úkol vyvolat společenskou diskusi o problematice pronikání zahraničních zvyků do českých tradic.

## Belgie: Bruselský vánoční strom
Vánoční stromek v belgickém Bruselu, v „hlavním městě Evropy“, na náměstí Grand Place, je tradičně skutečný strom z lesa v Ardenách. Pouze roku 2012 byl nahrazen sochou představující vánoční strom. Dne 30. listopadu 2012 byla vztyčena 25 m vysoká abstraktní konstrukce namísto skutečného vánočního stromečku. Byla navržena jako dekorace umožňující nasvícení a také bylo možné, aby návštěvníci za poplatek vyšplhali až na vrchol „stromu“. Náklady na zhotovení konstrukce byly 40 000 €. Původně měla být cena inovativní konstrukce až šestkrát dražší než obvyklý strom, asi 45 000 €.
Ohlasy v belgickém tisku ukazovaly negativní reakce na instalaci stromu. Podle některých zpráv a bruselské radní Biancy Debaetsové bylo vztyčení politicky korektní konstrukce, jako náhrady za křesťanský symbol stromu, ústupkem muslimské komunitě v Belgii. Bianca Debaetsová také poukázala na to, že se to týkalo i změny názvu každoročního „Vánočního trhu“ na „Zimní radovánky“.
Mluvčí radnice Perrine Marchalová a zhotovitel konstrukce politické motivy odmítali a poukazovali na to, že jde pouze o modernizaci vánočního symbolu, protože pod konstrukcí měly být vánoční jesličky. Dodávali, že mnoho muslimů stejně tráví Vánoce doma také u vánočního stromku. Socialistický starosta Freddy Thielemans kritiku odmítl s tím, že „elektronický strom“ považuje za počin, který Brusel ukazuje jako místo, kde se snoubí tradice a modernita.
Semsettin Ugurlu z Muslimské výkonné rady Belgie reprezentující muslimskou komunity v Belgii řekl, že tato organizace nemá nic proti jakémukoliv vánočnímu stromku.
Kritici ale namítají, že dříve vydaná fatwa uvádí, že muslimové mají zakázáno mít cokoliv do činění s vánoční stromky. Není přípustné, aby napodobovali nevěřící, protože prorok Mohamed řekl: „Ten, kdo je napodobuje, je jeden z nich.“
Belgičtí muslimové byli vyzýváni, aby se spolupodepsali pod petici, že si nepřejí náhradu vánočního stromu krychlovou konstrukcí. Z 600 000 belgických muslimů jich podepsalo petici 80.
Kvůli obavám z vandalismu během oslav Nového roku na Grand Place, byla konstrukce demontována 28. prosince. V roce 2013 byl použit klasický vánoční strom. 

## Jeruzalém: Konzervativní Židé proti vánočním turistům
Lobby pro tradiční židovské hodnoty rozdávala v Jeruzalémě letáky odsuzující vánoční svátky a podněcovala veřejnosti k bojkotu restaurací a hotelů, které prodávají nebo mají výzdobu vánočními stromky a dalšími „hloupými“ křesťanskými symboly. Organizace připomínala dlouhá léta bojů za zachování tóry a židovské identity, kterou nyní ohrožuje „klaunská“ atmosféra západních svátků.
S podporou rabínů předseda organizace zveřejnil seznam hotelů a restaurací s vánočními ozdobami a vyzval k jejich bojkotu a zrušení certifikátů košer kvality pro tyto podniky.
Jeruzalém je přitom město s křesťanskou populací dvě procenta s klesající tendencí a není zde oddělen stát od židovského náboženství. Výzva tak nebyla bojkotem křesťanské symboliky, ale bojkotem těch Židů, kteří ubytovávají desítky tisíc křesťanských turistů, jenž Jeruzalém a Izrael v prosinci každoročně navštěvují.
Je ale vhodné vidět dobové souvislosti, kdy jsou vážné rozepře mezi konzervativními židovskými organizacemi a křesťanskými organizacemi v Jeruzalémě. Je zřejmé, že i maličkosti mohou vyostřit spory.

## Svátky komerce
Papež Benedikt XVI. při tradiční noční mši v bazilice svatého Petra vyzval věřící: „Pokud chceme najít Boha, který se zjevil jako dítě, pak musíme slézt z koně našeho liberálního myšlení, odhodit své falešné jistoty, naši intelektuální pýchu.“ řekl Benedikt XVI. podle agentury AFP. „Vánoce se staly komerčními svátky, jejichž oslnivý třpyt ukrývá tajemství Boží pokory.“ řekl Benedikt XVI.. Subjektivní pohled papeže Benedikta XVI. na Vánoce a jeho podnět, aby byl Vánocům navrácen předpokládaný sváteční obsah, je zjevně sdílen osobami s podobnou životní zkušeností s Vánocemi jako svátku nakupování a bezduchých rituálů.
Podobně někteří spisovatelé, ale i žurnalisté popisují Vánoce jako komercionalizovaný společenský akt s významem pouhého začlenění se do skupiny: „jde zejména o (rituál) sebepotvrzení identity společnosti, která ho vykonává. Často je slyšet to, že Vánoce ztratily svého ‚ducha', že jsou vykradené, že se z nich stal svátek komerce.… …Pocit, že Vánoce ‚byly ukradeny', svědčí o tom, že společnost, která je praktikuje, není přesvědčena, že naplňováním tohoto rituálu skutečně dosahuje kýženého sebepotvrzení. Přesto se společnost dál a vcelku stádovitě podílí na tomto sebepotvrzování, které je, alespoň podle propagátorů hypotézy o vykradení, buď impotentní, nebo je ze všeho nejvíce ‚sebevykrádáním'.“ Autor zde dochází k závěru, že skutečnost, že se „z Vánoc stal motor spotřeby a vrchol maloobchodní hospodářské sezóny, je přesným potvrzením identity této společnost, která je právě taková, jako jsou Vánoce.“ Tedy komerční stránka Vánoc podle autora je pro Vánoce nejvýznamnější stránkou, protože z komerčního hlediska jsou Vánoce významné. Podobné subjektivní názory lze však vyvodit i z jiných atributů Vánoc a dojít k jinému závěru. Že jde například o náboženský svátek (Vánoce jsou jedním z nejvýznamnéjších křesťanských svátků), rodinné svátky (Vánoce jsou významným svátkem už i pro děti), svátky dárků a hraček, hudební svátky, svátky míru a pokoje, s jiným závěrem. Obecně je však rozšířen stereotyp označení Vánoc jako svátku komerce.
Používání stereotypu „vánoce jsou svátek komerce a obžerství“ může vyvolat pocity viny v části obyvatelstva a otevřít možnost je nějak ovlivnit. Nicméně Vánoce vždy, už jako pohanské svátky, byly oslavovány dáváním dárků, koledami a jako divoké hodokvasy s přemírou pití, sexuality a jídla a také jako svátky uctívání Boha nebo bohů nebo přírody. Sociální skupina je vždy vytvářena následováním příkladu ostatních. Vyprázdnění pojmu Vánoce je tedy tímto způsobem dost dobře nemožné, spíše naopak.
[zdroj?]